# Святошинсько-Броварська лінія
Свято́шинсько-Броварська́ лі́нія (також Свято́шино-Броварська́ лі́нія) — історично перша лінія Київського метрополітену. Кількість станцій — 18, довжина лінії — 22,7 км, час проїзду — 38,5 хв.
Нумерація колій: «Академмістечко» — «Лісова» — I, «Лісова» — «Академмістечко» — II.

## Історія будівництва
| Пускова дільниця (об'єкти)                                                                                      | Дата                   | Довжина, км |
| --- | ---------------------- | ----------- |
| «Вокзальна», «Університет», «Хрещатик», «Арсенальна», «Дніпро»                                                  | 6 листопада 1960 року  | 5,2         |
| «Політехнічний інститут», «Завод „Більшовик“» (нині – «Шулявська»)                                              | 5 листопада 1963 року  | 3,3         |
| 2-й вихід на станції «Хрещатик»                                                                                 | 4 вересня 1965 року    | —           |
| «Гідропарк», «Лівобережна», «Дарниця», міст Метро через Дніпро, Русанівський метроміст, електродепо «Дарниця»   | 6 листопада 1965 року  | 4,2         |
| «Комсомольська» (нині – «Чернігівська»)                                                                         | 4 жовтня 1968 року     | 1,3         |
| «Жовтнева» (нині – «Берестейська»), «Нивки», «Святошино» (нині – «Святошин»)                                    | 6 листопада 1971 року  | 4,2         |
| Додаткова берегова платформа на станції «Гідропарк»                                                             | 1973 рік               | —           |
| Додаткова берегова платформа на станції «Комсомольська» (нині – «Чернігівська»)                                 | 21 листопада 1974 року | —           |
| Реконструкція вестибюлей станції «Лівобережна»                                                                  | 1976 рік               | —           |
| Пересадковий вузол між станціями «Хрещатик» і «Площа Калініна» (нині – «Майдан Незалежності»)                   | 17 грудня 1976 року    | —           |
| «Піонерська» (нині – «Лісова»)                                                                                  | 5 грудня 1979 року     | 1,2         |
| Реконструкція колійного розвитку станції «Дарниця»                                                              | 1986 рік               | —           |
| Другий пересадковий вузол між станціями «Хрещатик» і «Площа Жовтневої революції» (нині – «Майдан Незалежності») | 3 грудня 1986 року     | —           |
| «Ленінська» (нині – «Театральна») на дільниці між станціями «Хрещатик» і «Університет»                          | 6 листопада 1987 року  | 0,1         |
| 2-й вихід на станції «Гідропарк»                                                                                | 3 грудня 1987 року     | —           |
| «Житомирська», «Академмістечко»                                                                                 | 24 травня 2003 року    | 3,25        |
| 2-й вихід на станції «Лісова»                                                                                   | 15 жовтня 2005 року    | —           |
| 2-й вихід на станції «Дарниця»                                                                                  | 27 листопада 2006 року | —           |
| Разом: | 18 станцій             | 22,7        |

## Перейменування
| Станція      | Попередня назва   | Роки      |
| ------------ | ----------------- | --------- |
| Святошин     | Святошино         | 1971—1991 |
| Берестейська | Жовтнева          | 1971—1993 |
| Шулявська    | Завод «Більшовик» | 1963—1993 |
| Театральна   | Ленінська         | 1987—1993 |
| Чернігівська | Комсомольська     | 1968—1993 |
| Лісова       | Піонерська        | 1979—1993 |

## Пасажиропотік
| Станція                          | Пасажиропотік, тис. осіб/добу | Пасажиропотік, тис. осіб/добу | Пасажиропотік, тис. осіб/добу | Пасажиропотік, тис. осіб/добу | Пасажиропотік, тис. осіб/добу | Пасажиропотік, тис. осіб/добу | Пасажиропотік, тис. осіб/добу | Пасажиропотік, тис. осіб/добу | Пасажиропотік, тис. осіб/добу |
| Станція                          | 2009                          | 2011                          | 2012                          | 2013                          | 2014                          | 2015                          | 2016                          | 2017                          | 2018                          |
| -------------------------------- | ----------------------------- | ----------------------------- | ----------------------------- | ----------------------------- | ----------------------------- | ----------------------------- | ----------------------------- | ----------------------------- | ----------------------------- |
| Академмістечко                   | 45,3                          | 46,2                          | 49,8                          | 52,4                          | 51,1                          | 51,1                          | 53,1                          | 56,6                          | 56,5                          |
| Житомирська                      | 36,0                          | 36,6                          | 36,8                          | 37,4                          | 34,7                          | 33,8                          | 34,0                          | 36,2                          | 34,9                          |
| Святошин                         | 40,8                          | 36,8                          | 31,1                          | 35,4                          | 32,1                          | 29,9                          | 29,1                          | 30,5                          | 27,4                          |
| Нивки                            | 28,4                          | 27,1                          | 26,3                          | 27,1                          | 24,5                          | 23,2                          | 23,4                          | 23,8                          | 24,3                          |
| Берестейська                     | 24,4                          | 21,8                          | 21,4                          | 22,2                          | 20,7                          | 19,7                          | 19,8                          | 21,0                          | 20,9                          |
| Шулявська                        | 29,4                          | 28,2                          | 27,2                          | 28,7                          | 25,7                          | 24,8                          | 24,8                          | 26,5                          | 26,2                          |
| Політехнічний інститут           | 30,8                          | 32,2                          | 32,1                          | 30,0                          | 30,3                          | 28,7                          | 29,3                          | 29,8                          | 29,9                          |
| Вокзальна                        | 64,7                          | 68,3                          | 66,3                          | 66,5                          | 58,3                          | 55,9                          | 45,9                          | 54,0                          | 54,8                          |
| Університет                      | 24,0                          | 23,9                          | 23,7                          | 23,8                          | 22,3                          | 20,8                          | 23,2                          | 21,1                          | 20,0                          |
| Театральна                       | 19,0                          | 17,8                          | 17,9                          | 17,3                          | 15,8                          | 14,8                          | 14,8                          | 15,0                          | 15,1                          |
| Хрещатик                         | 40,1                          | 39,1                          | 40,3                          | 39,5                          | 33,2                          | 32,1                          | 31,8                          | 33,9                          | 33,7                          |
| Арсенальна                       | 25,5                          | 26,1                          | 25,9                          | 26,6                          | 23,6                          | 22,2                          | 21,7                          | 22,3                          | 21,8                          |
| Дніпро                           | 4,2                           | 3,0                           | 2,8                           | 2,9                           | 2,8                           | 2,8                           | 2,8                           | 2,7                           | 2,6                           |
| Гідропарк                        | 7,8                           | 6,9                           | 6,8                           | 6,3                           | 6,4                           | 6,2                           | 5,5                           | 5,0                           | 5,0                           |
| Лівобережна                      | 49,2                          | 52,6                          | 52,3                          | 54,0                          | 50,9                          | 48,1                          | 47,4                          | 45,9                          | 46,7                          |
| Дарниця                          | 49,8                          | 51,8                          | 51,2                          | 51,4                          | 47,5                          | 45,2                          | 45,0                          | 47,4                          | 45,4                          |
| Чернігівська                     | 41,5                          | 43,6                          | 44,6                          | 44,3                          | 41,5                          | 40,1                          | 39,3                          | 39,6                          | 38,2                          |
| Лісова                           | 66,5                          | 66,9                          | 66,3                          | 66,7                          | 62,4                          | 58,5                          | 58,3                          | 58,8                          | 56,7                          |
| Загалом на лінії, тис. осіб/добу | 627,4                         | 628,9                         | 622,8                         | 632,5                         | 583,8                         | 557,9                         | 549,1                         | 570,1                         | 560,3                         |
| Загалом на лінії, тис. осіб/рік  | 228 989,60                    | 229 602,69                    | 228 434,88                    | 230 880,15                    | 213 119,48                    | 203 655,85                    | 200 972,5                     | 208 094,6                     | 204 515,0                     |

## Перспектива розвитку
У майбутньому планується, що лінію продовжать до масиву Новобіличі, та буде побудовано додатковий вихід зі станції «Вокзальна».
У квітні 2023 року в КМДА створена робоча група з представників Кабінету Міністрів України, міністерств та Київської міської державної адміністрації, яка має на меті напрацювати можливі варіанти транспортного сполучення з меморіальним військовим кладовищем у Биківні. Зокрема, розглядається організація автобусного маршруту, продовження будівництва метрополітену та трамвайної лінії у зазначеному напрямку.

## Депо та рухомий склад
Святошинсько-Броварська лінія обслуговується електродепо «Дарниця».
З моменту відкриття Київського метрополітену його єдина лінія обслуговувалась вагонами типу Д. Парк вагонів становив 24 одиниці, з 1963 р. — 39 одиниць. У 1969 році всі 39 вагонів типу Д було передано на Ленінградський метрополітен, на заміну одержано 39 вагонів типу Е.
Нині на Святошинсько-Броварській лінії експлуатуються вагони типів Еж, Ем-501, Ема-502, серії 81-717/714, типу Е-КМ.

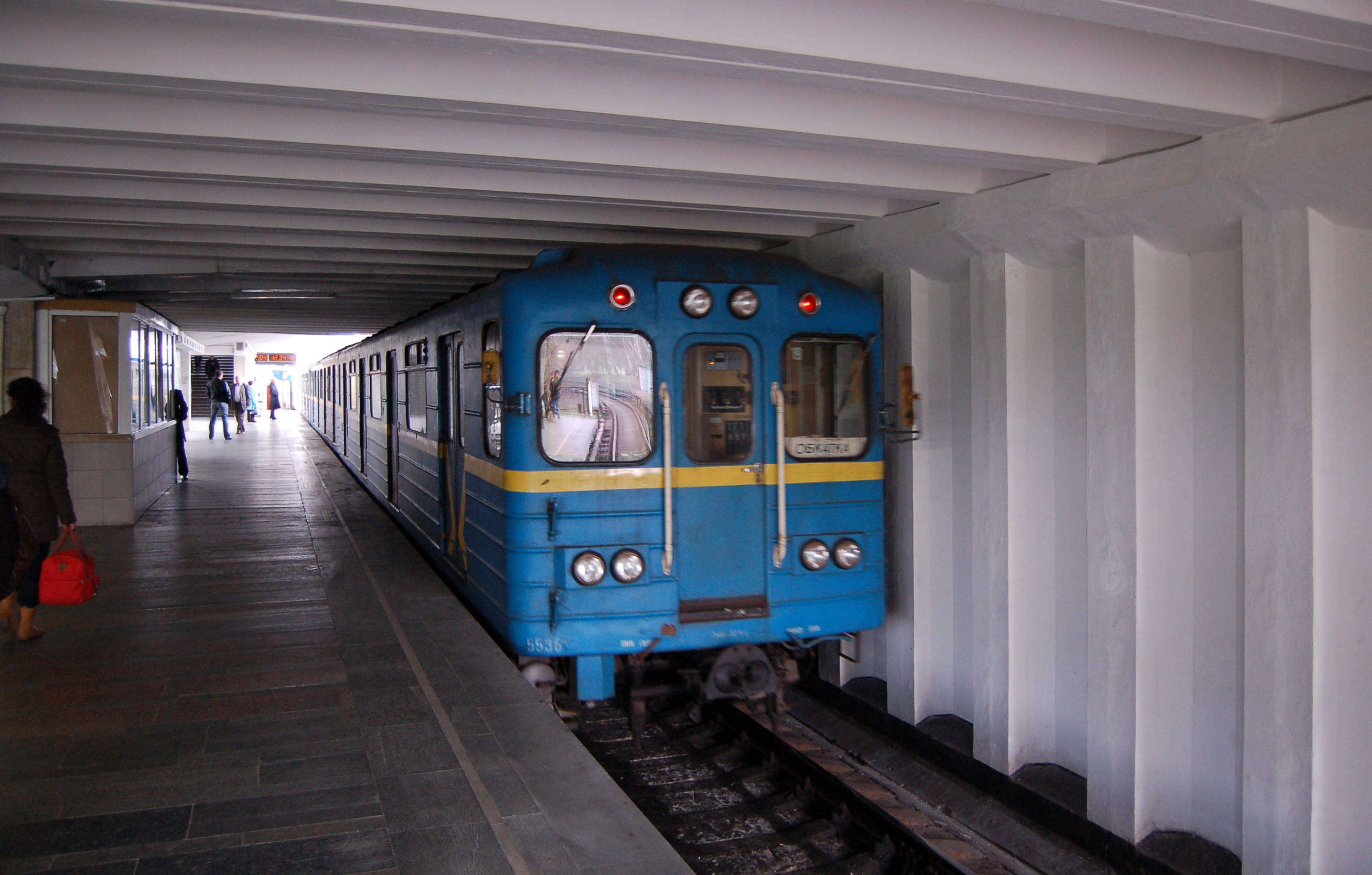
Вагон метро тип Еж на станції «Чернігівська»
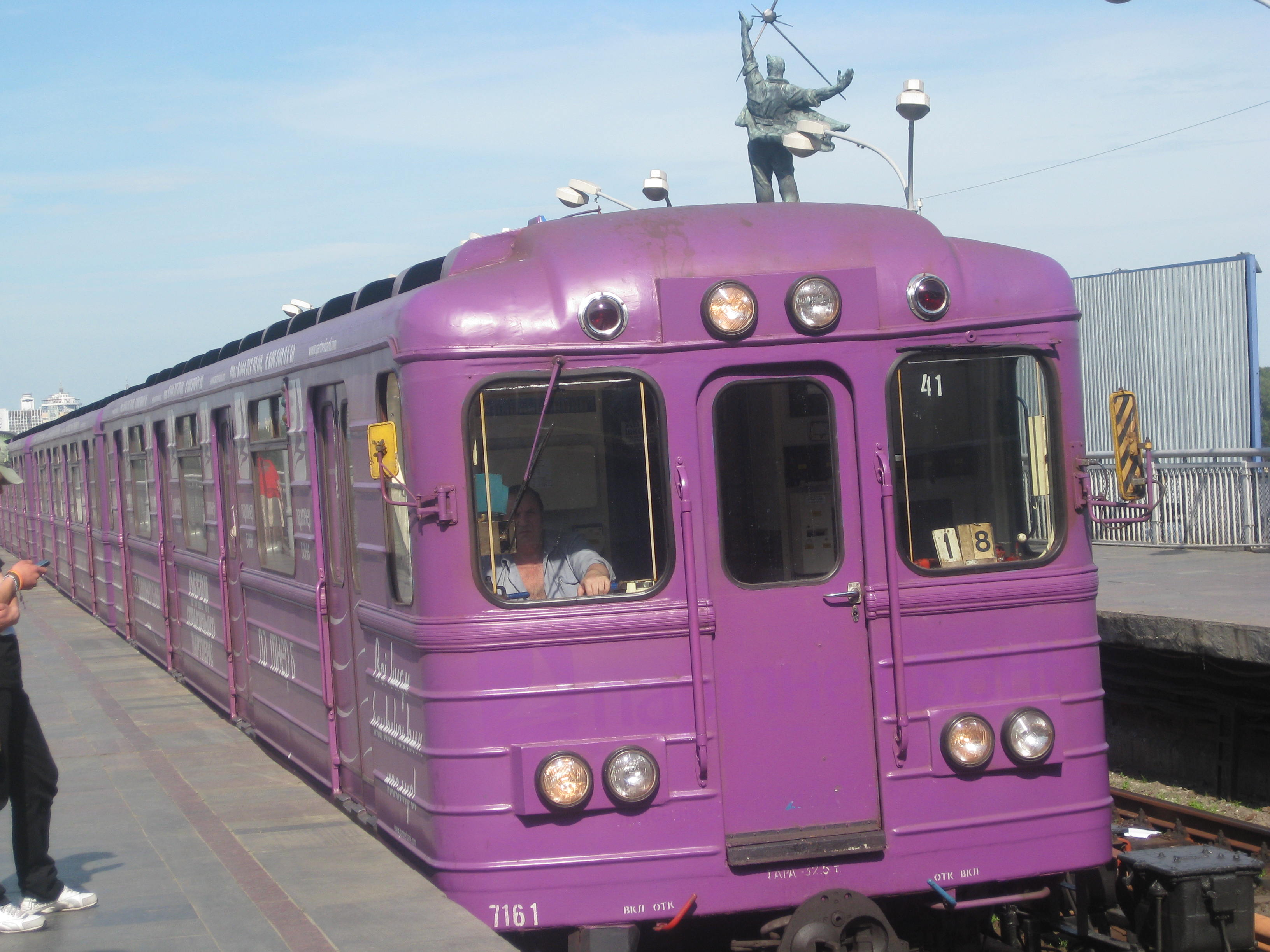
Вагон метро тип Ема-502 на станції «Дніпро»